# Saint-Laurent-de-Mure

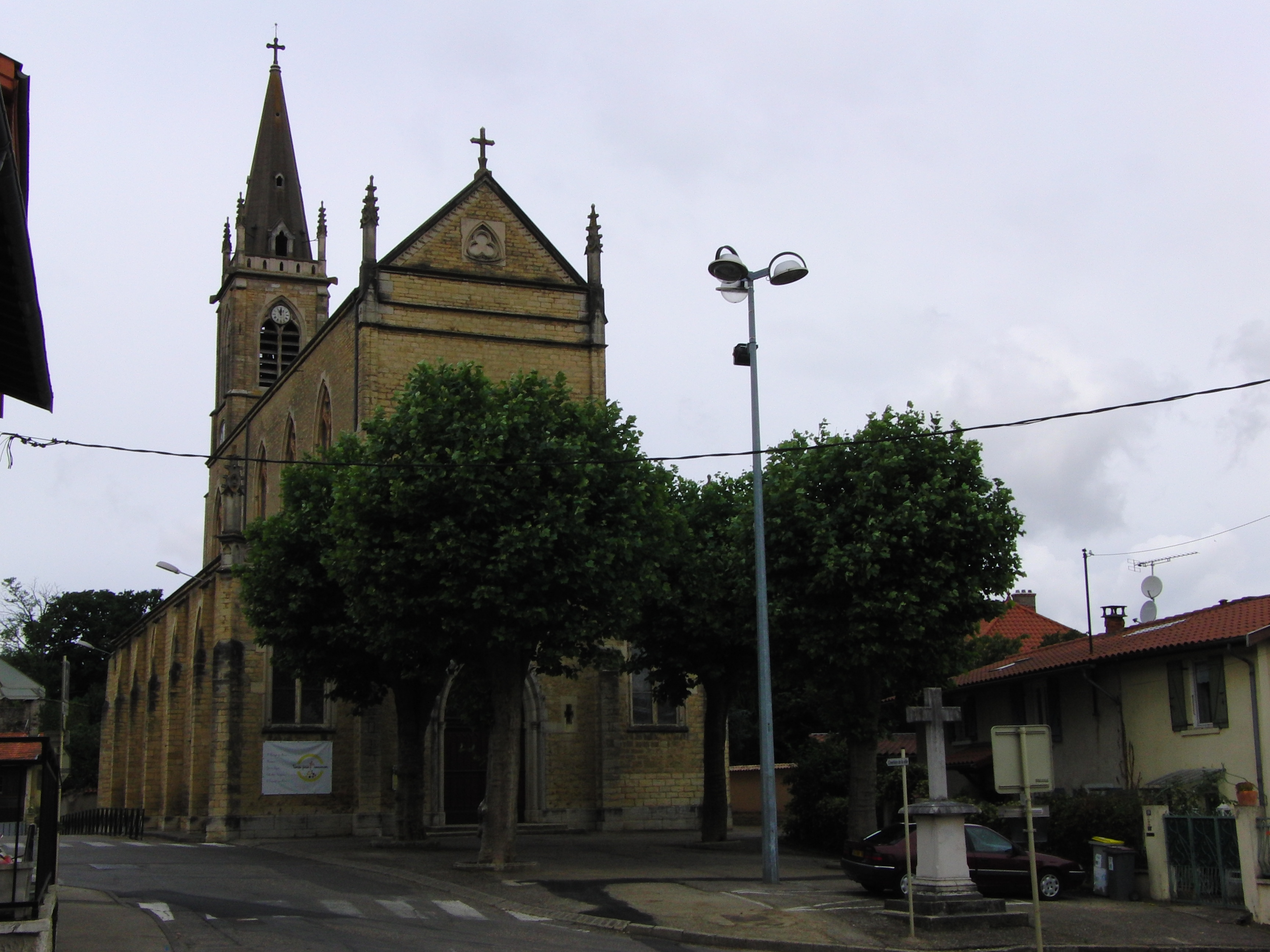
Kościół w Saint-Laurent-de-Mure, 2009

Saint-Laurent-de-Mure – miejscowość i gmina we Francji, w regionie Owernia-Rodan-Alpy, w departamencie Rodan.
Według danych na rok 1990 gminę zamieszkiwały 4513 osoby, a gęstość zaludnienia wynosiła 242 os./km² (wśród 2880 gmin regionu Rodan-Alpy Saint-Laurent-de-Mure plasuje się na 191. miejscu pod względem liczby ludności, natomiast pod względem powierzchni na miejscu 562.).